# Aurélio de Lira Tavares
Aurélio de Lira Tavares (7. studenog 1905. – 18. studenog 1998.), general brazilske vojske.
Bio je jedan od troje članova vojne hunte koja je vladala od kolovoza do listopada 1969. godine. Hunta je došla na vlast nakon što je Artur Costa da Silva doživio moždani udar.
Kasnije je na njihovo mjesto došao Emilio Garrastazu Medici.